# Народно читалище „Светлина – 1865“
Вижте пояснителната страница за други значения на Народно читалище „Светлина“.
Народно читалище „Светлина – 1865“ е читалище в село Ковачевица, област Благоевград, България.
Читалището е регистрирано под № 1097 в Министерство на културата на България.
Читалището е основано в 1865 година по инициатива на Никола Ковачевски, като сред основателите са Димитър Даскалов, Тома Николов Даскалов, Стоянка Банева, Тодор Тетимов, Стоил Тетимов, Тодор Илиев, Иван Тодоров и Йордже Димитров. Първоначално читалището се помещава в различни сгради – частни помещения и дюкяни. То устройва вечеринки със сказки и четения на вестници.
В 1907 година замрялата му дейност е възобновена от Стоян Златарев. Дейността на читалището е отново активизирана в 1922 година от Стоян Жерев, Стоян Чаушев, Йордже Бакалов, Круп Поптомов и Стоил Баятев, като е създадена театрална трупа и певческа група. Образуван е фонд за построяване на сграда, като Тодор Тетимов дарява 5000 лева. Стоян Златарев в 1925 година дарява на читалището библиотеката си с 1500 тома книги. Братята Димитър и Ангел Даскалови образуват дарителски фонд, с който се издържат бедни ученици от Ковачевица и се купуват книги за читалището.
Самостоятелна читалищна сграда е построена в 1954 година, като библиотеката на читалището възлиза на 6000 тома.